# Domingo de Olleta y Mombiela
Domingo de Olleta y Mombiela (Zaragoza, 20 de diciembre de 1819-Zaragoza, 21 de abril de 1895) fue un compositor y músico (organista) español.

## Biografía
En 1827 ingresó en el Colegio de Infantes de la Catedral del Salvador de Zaragoza, estudiando piano, violín, composición y armonía con el maestro Pedro León Gil hasta 1835. Por recomendación de su maestro, ese mismo año consiguió el cargo de violinista segundo y poco después, el 26 de noviembre, el de violinista primero de la catedral, a la vez que trabajaba de violín concertino en el Teatro Principal de Zaragoza. Su primera composición conservada es de 1841 y en 1848 estrenó su celebrado réquiem, dedicado al sacerdote Jaime Balmes, un importante filósofo y teólogo fallecido ese año.
En 1851 ganó las oposiciones a organista en la iglesia de San Felipe de Zaragoza, donde recibió el orden sacerdotal en 1853.
El 5 de noviembre de 1858 ganó las oposiciones a maestro de capilla de la catedral de Zaragoza. Permaneció en ese cargo hasta su muerte, aunque dejó de componer en abril de 1861, cuando tuvo un ataque de hemiplejia.

## Obra
Se conservan hoy más de cuarenta de sus obras.
Selección:
- Misa de Gloria, «La Grande» (1842), a doble coro y orquesta;
- Sinfonía (1842) a toda orquesta;
- Miserere (1844);
- Misa de Réquiem (1846);
- Misa en do, «Valeriana» (1860) a cuatro voces en coro, orquesta y órgano obligado;
- Miserere, «el Pequeño» (1861), a doble coro y orquesta.

## Importancia y homenajes
Antonio Félix Lozano González menciona a Olleta en su Memoria Histórico-crítica como «el único maestro aragonés, después de Cuéllar [...], que ha sabido crearse estilo propio, y que, a la profundidad de conocimientos técnicos, ha sabido agregar las manifestaciones de un genio verdaderamente privilegiado». Hilarión Eslava lo describió como «uno de los más reputados maestros de nuestras catedrales; y como es joven y laborioso, es de esperar que haga importantes servicios al arte músico religioso de España, sobre los que hasta ahora ha presentado».
Olleta fue nombrado miembro de la Real Academia de Nobles y Bellas Artes de San Luis de Zaragoza en 1885, de la Real Sociedad Económica Aragonesa de Amigos del País en 1886 y también fue nombrado profesor honorario de la Escuela de Música de Zaragoza.
Llegó a formar escuela, pudiendo considerarse discípulos suyos a Benigno Cariñena, maestro de capilla del Pilar; Bernardino Valle, director de la Filarmónica de Las Palmas; Alejo Cuartero, maestro de capilla de la Catedral de Huesca y organista de la Seo; Pascual Fañanás, profesor del Conservatorio Nacional de Música; y Ángel Chueca y Aznar, organista de Teruel y de la Catedral Primada de Toledo.
Su popularidad creció tras su muerte y en 1889 la Santa Hermandad del Refugio celebró unas solemnes exequias por la muerte del marqués de Santa Cruz con música de Olleta, en las que colaboraron la Capilla Real con Jesús Monasterio, el pionero de la música de cámara en España, Valentín Zubiaurre y el aragonés Justo Blasco, bajo primero de la Capilla.